# アントン・ナヌート
アントン・ナヌート（Anton Nanut, 1932年9月13日 - 2017年1月13日 ）は、スロヴェニア出身の指揮者である。

## 経歴
スロヴェニアのカナル・オブ・ソチで生まれた。リュブリャナ音楽院で学び、ドブロヴニク市立オーケストラの常任指揮者に就任した。
そしてその後、スロヴェニア・フィルハーモニー管弦楽団の首席指揮者に就任。同時に教育者としては、母校の指揮科教授に就任した。スロヴェニア・フィルハーモニー管弦楽団を率いてイタリア、オーストリア、ベルギー、ドイツ、ポーランド、ソ連、アメリカに演奏旅行を行った。1981年には、スロヴェニア放送交響楽団の音楽監督に就任し、アメリカ、イタリア、ドイツ、スイス、ハンガリーなどに演奏旅行を行った。
国外のオーケストラとの共演では、シュターツカペレ・ドレスデン、ベルリン放送交響楽団、メキシコシティ・フィルハーモニック管弦楽団の演奏会で客演している。
2017年1月13日、長い闘病生活の末に84歳で永眠。

## 日本での受容
日本では長らく謎の指揮者とされていたが、2009年になって紀尾井シンフォニエッタの指揮者として初来日、実在感ある指揮者になった。

## 受賞歴
- ミルカ・トゥルニナ賞
- ユーゴスラビア芸術家協会賞
- カーネギー賞（文学賞とは別）
- スメタナ賞
- ミラノ・ゴールデン・メダル

その他、いくつかの受賞歴がある。

## リンク
- 公式サイト(旧サイトnanut.netは、2017年1月21日現在閉鎖され中国語サイトになっている)。公式サイトのインターネットアーカイブ[4]